# Nod

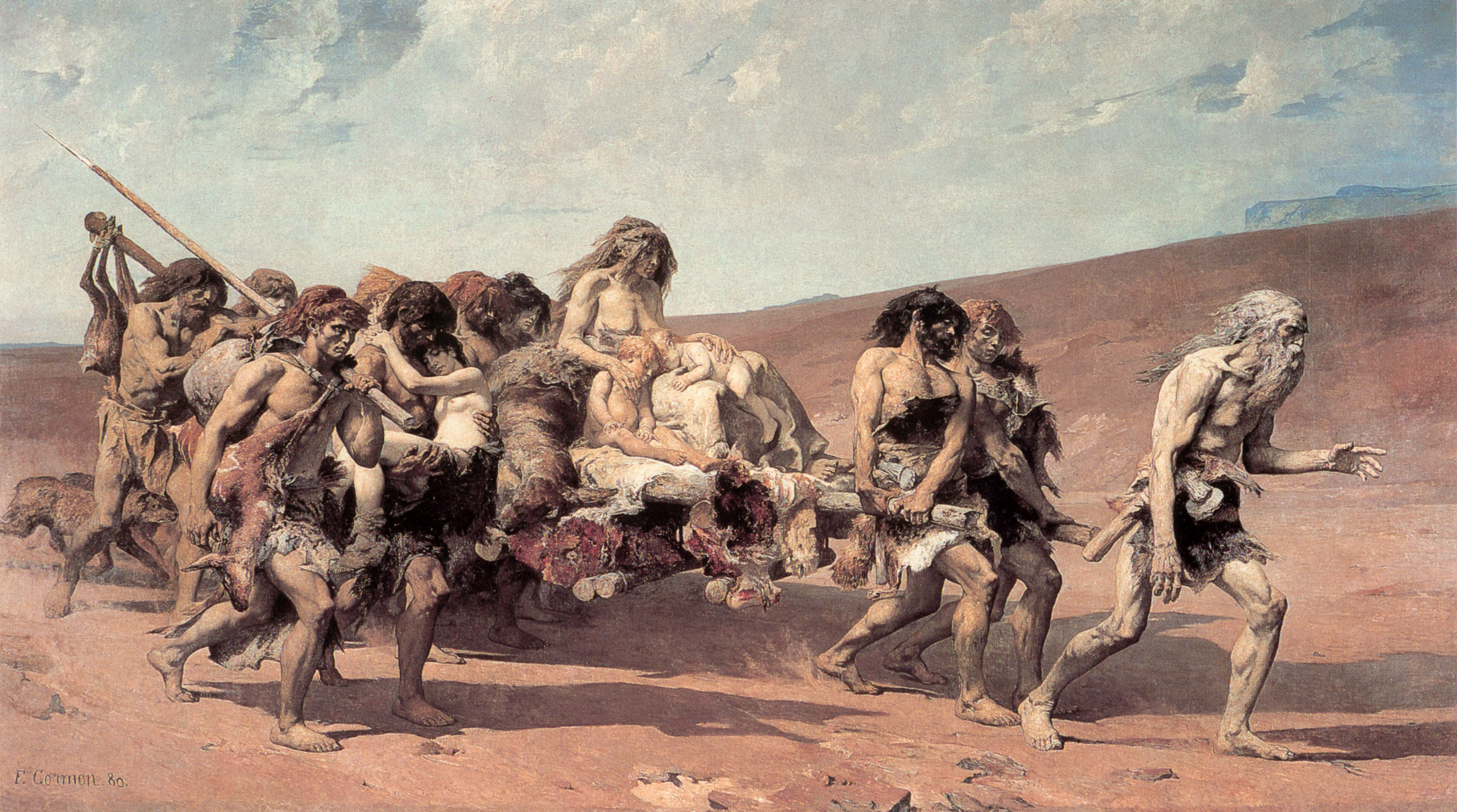
Caïn fuyant avec sa famille (dosł. Kain ucieka z rodziną, wizualizacja wygnania Kaina autorstwa Fernanda Cormona, 1880 r.)

Nod (hebr. אֶרֶץ נוֹד Erec Nod) – biblijny kraj położony na wschód od Edenu. U Flawiusza zwany ziemią Nais. Oznacza ogólnie kraj zamieszkiwany przez tych, którzy błądzą (hebr. nod – błądzić).
Św. Hieronim potraktował w Wulgacie tę nazwę jako rzeczownik pospolity i przełożył jako profugus, czyli „wygnaniec”, co odniósł do Kaina.
Znaczenie tego błądzenia może mieć sens religijny: pójścia drogą inną niż drogą prawa danego przez Boga. Do kraju Nod został wygnany Kain, pierwszy syn Adama, za zabicie swego brata Abla. Osiedlił się tam wraz ze swoją żoną i tam przyszedł na świat jego syn Henoch. Tam też wybudował pierwsze miasto wzmiankowane w Biblii – Henoch, nazwane od imienia swego syna (Rdz 4:16, 17; Flawiusz "DDI"2,24).